# Commersonia microphylla
Commersonia microphylla là một loài thực vật có hoa trong họ Cẩm quỳ. Loài này được Benth. mô tả khoa học đầu tiên năm 1863.